# Supersimetrija
Supersimetrija u supersimetričnoj teoriji je simetrija po kojoj se mogu menjati fermioni i bozoni. Ona rešava problem hijerarhije i pomaže da se eliminišu sve preostale divergencije u okviru teorije superstruna. To znači da se sve čestice u standardnom modelu moraju da imaju partnere zvane superčestice, koje za sada nisu opažene u laboratoriji. Supersimetrija može da objedini sve čestice u univerzumu u jedan objekat.
U teorijskoj i matematičkoj fizici, svaka teorija sa ovim svojstvom ima princip supersimetrije (SUSY). Postoji na desetine supersimetričnih teorija. Supersimetrija je prostorno-vremenska simetrija između dve osnovne klase čestica: bozona, koji imaju celobrojni spin i prate Bose–Ajnštajnovu statistiku, i fermiona, koji imaju polucelobrojni spin i prate Fermi-Dirakovu statistiku. U supersimetriji, svaka čestica iz jedne klase bi imala pridruženu česticu u drugoj, poznatu kao njen superpartner, čiji se spin razlikuje za poluceo broj. Na primer, ako elektron postoji u supersimetričnoj teoriji, onda bi postojala čestica koja bi se zvala „selektron” (superpartner elektrona), bozonski partner elektrona. U najjednostavnijim teorijama supersimetrije, sa savršeno „neprekinutom” supersimetrijom, svaki par superpartnera bi delio istu masu i unutrašnje kvantne brojeve osim spina. Složenije teorije supersimetrije imaju spontano narušenu simetriju, što omogućava superpartnerima da se razlikuju po masi.
Supersimetrija ima različite primene u različitim oblastima fizike, kao što su kvantna mehanika, statistička mehanika, kvantna teorija polja, fizika kondenzovane materije, nuklearna fizika, optika, stohastička dinamika, astrofizika, kvantna gravitacija i kosmologija, kao i u oblastima van fizike, kao što su finansije. Supersimetrija je takođe primenjena na fiziku visokih energija, gde je supersimetrično proširenje standardnog modela mogući kandidat za fiziku izvan standardnog modela. Međutim, nijedno supersimetrično proširenje standardnog modela nije eksperimentalno verifikovano.

## Istorija
Supersimetriju koja se odnosi na mezone i barione prvi je predložio, u kontekstu hadronske fizike, Hironari Mijazava 1966. Ova supersimetrija nije uključivala prostor-vreme, odnosno odnosila se na unutrašnju simetriju i bila je znatno narušena. Mijazavin rad je u to vreme uglavnom ignorisan.
Ž. L. Žerve i B. Sakita (1971), J. A. Golfand i E. P. Liktman (takođe 1971), i D. V. Volkov i V. P. Akulov (1972), nezavisno su ponovo otkrili supersimetriju u kontekstu kvantne teorije polja, radikalno novi tip simetrije prostor-vremena i fundamentalnih polja, koji uspostavlja vezu između elementarnih čestica različite kvantne prirode, bozona i fermiona, i objedinjuje prostor-vreme i unutrašnje simetrije mikroskopskih fenomena. Supersimetrija sa konzistentnom Lijevom-algebarskom stepenovanom strukturom na kojoj je direktno zasnovano ponovno otkriće Žerve-Sakita prvi put je nastala 1971. godine u kontekstu rane verzije teorije struna od strane Pjera Remona, Džona H. Švarca i Andre Nevea.
Godine 1974, Julijus Ves i Bruno Zumino su identifikovali karakteristična svojstva renormalizacije četvorodimenzionalnih supersimetričnih teorija polja, koje su ih identifikovale kao izvanredne QFT-ove. Oni su sa Abdusom Salamom i njihovim saradnicima proizveli su rane primene fizike čestica. Matematička struktura supersimetrije (gradirane Lijeve superalgebre) je kasnije uspešno primenjena na druge teme fizike, u rasponu od nuklearne fizike, kritičnih fenomena, kvantne mehanike do statističke fizike, a supersimetrija ostaje vitalni deo mnogih predloženih teorija u mnogim granama fizike.
U fizici čestica, prvu realističnu supersimetričnu verziju Standardnog modela predložio je 1977. Pjer Fajet i poznata je kao Minimalni supersimetrični standardni model ili skraćeno MSSM. Predložena je da se, između ostalog, reši problem hijerarhije.
Termin supersimetrija su skovali Abdus Salam i Džon Stradi 1974. godine kao pojednostavljenje termina simetrija supermerača koji su koristili Ves i Zumino.] Termin supermerač su skovali Nevu i Švarz 1971. godine kada su osmislili supersimetriju u kontekstu teorije struna.

## Literatura
- [http://www.stringwiki.org/wiki/Supersymmetry_and_Supergravity
- Stephen P. Martin (1997). „A Supersymmetry Primer”. Advanced Series on Directions in High Energy Physics. 18: 1—98. ISBN 978-981-02-3553-6. S2CID 118973381. arXiv:hep-ph/9709356 . doi:10.1142/9789812839657_0001.
- Lykken, Joseph (1996). „Introduction to Supersymmetry”. arXiv:hep-th/9612114 .
- Drees, Manuel (1996). „An Introduction to Supersymmetry”. arXiv:hep-ph/9611409 .
- Bilal, Adel (2001). „Introduction to Supersymmetry”. arXiv:hep-th/0101055 .
- Cooper, F., A. Khare and U. Sukhatme. "Supersymmetry in Quantum Mechanics." Phys. Rep. 251 (1995) 267-85 (arXiv:hep-th/9405029).
- Weak Scale Supersymmetry by Howard Baer and Xerxes Tata, 2006.
- Cooper, F.; Khare, A.; Sukhatme, U. (1995). „Supersymmetry and quantum mechanics”. Physics Reports (Submitted manuscript). 251 (5–6): 267—385. Bibcode:1995PhR...251..267C. S2CID 119379742. arXiv:hep-th/9405029 . doi:10.1016/0370-1573(94)00080-M. (arXiv:hep-th/9405029).
- Junker, G. (1996). Supersymmetric Methods in Quantum and Statistical Physics. ISBN 978-3-540-61591-0. doi:10.1007/978-3-642-61194-0..
- Kane, Gordon L., Supersymmetry: Unveiling the Ultimate Laws of Nature, Basic Books, New York (2001).  0-7382-0489-7.
- Drees, Manuel, Godbole, Rohini, and Roy, Probir, Theory & Phenomenology of Sparticles, World Scientific, Singapore (2005),  9-810-23739-1.
- Kane, Gordon L., and Shifman, M., eds. The Supersymmetric World: The Beginnings of the Theory, World Scientific, Singapore (2000).  981-02-4522-X.
- Müller-Kirsten, Harald J. W.,  and Wiedemann, Armin, Introduction to Supersymmetry. 2010. ISBN 978-981-4293-41-9., 2nd ed., World Scientific, Singapore .
- Weinberg, Steven, The Quantum Theory of Fields, Volume 3: Supersymmetry, Cambridge University Press, Cambridge, (1999).  0-521-66000-9.
- Wess, Julius, and Jonathan Bagger, Supersymmetry and Supergravity, Princeton University Press, Princeton, (1992).  0-691-02530-4.
- Nath, Pran, Supersymmetry, Supergravity and Unification, Cambridge University Press, Cambridge, (2016),  0-521-19702-3.
- Duplij, Steven (2003).  Duplij, Steven; Siegel, Warren; Bagger, Jonathan, ур. Concise Encyclopedia of Supersymmetry. ISBN 978-1-4020-1338-6. doi:10.1007/1-4020-4522-0.
- Bennett GW,  . (Muon (g−2) Collaboration) (2004). „Measurement of the negative muon anomalous magnetic moment to 0.7 ppm”. Physical Review Letters. 92 (16): 161802. Bibcode:2004PhRvL..92p1802B. PMID 15169217. S2CID 3183567. arXiv:hep-ex/0401008 . doi:10.1103/PhysRevLett.92.161802.
- Brookhaven National Laboratory (Jan 8, 2004). New g−2 measurement deviates further from Standard Model Архивирано на веб-сајту  (26. јануар 2017). Press Release.
- Fermi National Accelerator Laboratory (Sept 25, 2006). Fermilab's CDF scientists have discovered the quick-change behavior of the B-sub-s meson. Press Release.
- Ian J. R. Aitchison (2005). „Supersymmetry and the MSSM: An Elementary Introduction”. arXiv:hep-ph/0505105 .

## Spoljašnje veze
- What do current LHC results (mid-August 2011) imply about supersymmetry? Matt Strassler
- ATLAS Experiment Supersymmetry search documents
- CMS Experiment Supersymmetry search documents
- "Particle wobble shakes up supersymmetry", Cosmos magazine, September 2006
- LHC results put supersymmetry theory 'on the spot' BBC news 27/8/2011
- SUSY running out of hiding places BBC news 12/11/2012
- „Supersymmetry in optics?”. skullsinthestars.com. Skulls in the Stars. 22. 8. 2013. Приступљено 23. 8. 2016. „blog”
- MSSM on arxiv.org
- Particle Data Group review of MSSM and search for MSSM predicted particles